# ㅜ
ㅜ(우)는 한글 낱자 중 21번째 글자이다.
현대 한국어에서는 후설 원순 고모음으로 분류한다. 국제 음성 기호는 [ u ]로 나타낸다.
《훈민정음해례》에서는 ㅡ와 ㆍ를 합해 만들었고, 그 소리를 ‘ㅡ’와 같지만 입을 오므린다고 설명하고 있다.

## 합자
- 중성모음 ㅣ와 합쳐진 ㅟ(ㅜ+ㅣ) [y]
- 같은 음성모음 ㅓ와 합쳐진 ㅝ(ㅜ+ㅓ) [wʌ]
- ㅓ와 ㅣ가 모두 합쳐진 ㅞ(ㅜ+ㅓ+ㅣ) [we]

## 코드 값
| 종류                  | 글자 | 유니코드 | HTML     |
| --------------------- | ---- | -------- | -------- |
| 한글 호환 자모 영역   | ㅜ   | U+315C   | &#12636; |
| 한글 자모 영역        | ᅟㅜ | U+116E   | &#4462;  |
| 한양 사용자 정의 영역 |   | U+F831   | &#63537; |
| 반각                  | ￓ    | U+FFD3   | &#65491; |